# Кругликов Соломон Лазарович
Соломон Лазарович Кругликов (25 серпня 1899, місто Орел, тепер Російська Федерація — розстріляний 28 липня 1938, місто Москва, тепер Російська Федерація) — радянський діяч, голова правління Державного банку СРСР, член ВЦВК. Член Центральної контрольної комісії ВКП(б) у 1930—1934 роках.

## Біографія
Народився в єврейській родині торговця.
Член РКП(б) з 1918 року.
До грудня 1920 року — на комсомольській, партійній, військово-політичній роботі в містах Пенза, Казань, Тифліс (Тбілісі).
З грудня 1920 року — керівник групи собівартості і цін планового сектора Вищої ради народного господарства (ВРНГ) РРФСР.
У 1922—1925 роках — у Політичному управлінні Окремої Кавказької Червонопрапорної армії.
У 1925—1929 роках — студент економічного відділення Інституту Червоної професури.
З липня 1929 до листопада 1930 року — завідувач підготовчого відділення Інституту Червоної професури. У 1929 році увійшов до складу редколегії журналу «Молода гвардія».
У листопаді 1930 — листопаді 1931 року — економіст планового сектора ВРНГ СРСР. У листопаді 1931 — січні 1932 року — помічник начальника планового сектора ВРНГ СРСР.
У січні 1932 — 1933 року — заступник начальника планового сектора Головмашпрому, головний бухгалтер Союзпродмашу Народного комісаріату важкої промисловості СРСР.
У 1933 — лютому 1934 року — заступник начальника планового сектора Народного комісаріату важкої промисловості СРСР.
У лютому 1934 — липні 1936 року — начальник Центрального планового сектора Народного комісаріату важкої промисловості СРСР. У 1935—1936 роках — член Ради при народному комісарові важкої промисловості СРСР.
14 липня 1936 — 15 вересня 1937 року — голова правління Державного банку СРСР та заступник народного комісара фінансів СРСР. З липня 1936 по вересень 1937 року — член Ради праці і оборони СРСР.
11 вересня 1937 року заарештований органами НКВС. Засуджений Воєнною колегією Верховного суду СРСР 19 березня 1938 року до страти, розстріляний 28 липня 1938 року. Похований на полігоні «Комунарка» біля Москви.
8 жовтня 1955 року посмертно реабілітований.